# Шесть шляп мышления
Шесть шляп мышления (англ. Six Thinking Hats) — система организации мышления, разработанная Эдвардом де Боно, которая описывает инструменты структурирования групповой дискуссии и индивидуальной умственной деятельности с использованием шести цветных шляп. Идея латерального мышления и основанный на ней метод Шести Шляп обеспечили средства планирования подробного, последовательного и в результате более эффективного группового мыслительного процесса.

## Основополагающие принципы
В качестве предпосылки к возникновению метода Шести Шляп послужила идея о том, что процесс человеческого мышления существенно осложняется необходимостью преодолевать беспорядочность, стихийность течения мыслей. Сознание в каждую минуту наполнено разнообразными сомнениями, переживаниями, логическими построениями, творческими замыслами, планами на будущее и воспоминаниями о прошедшем, которые нередко препятствуют продуктивному течению мысли, направленной на решение той или иной задачи. Результативность техники мышления, разработанной де Боно, обеспечивается разделением и разведением режимов мышления на 6 направлений и выбором нужного подхода в конкретной ситуации. В каждом из режимов выявляются те или иные стороны рассматриваемого вопроса (напр., интуитивное чувство, пессимистическое суждение, нейтральные факты и др.) и переводит его в сознательную мысль. Осознанный выбор одного из основных типов мышления в каждый момент времени позволяет человеку сфокусировать внимание на конкретном вопросе и рассмотреть проблему с определённой стороны.
Каждый из шести режимов мышления метафорически соотнесён автором с одной из 6 цветных шляп. Такое разделение упорядочивает и сосредотачивает мышление, оптимизируя процесс решения той или иной задачи.
В качестве примера может выступить чувствительность к «несовпадению» стимулов как основа критического мышления, которое лежит в корне отрицательного суждения и применяется для оценки того или иного факта или явления.
Во время применения метода каждая из шляп используется в течение ограниченного времени, поскольку ни один из режимов не является в полной мере естественным и постоянным образом мышления.
Описав каждое из 6 режимов мышления, де Боно метафорически соотнёс их с цветными шляпами. Эти 6 направлений включают:
1. Управление — Синяя шляпа: в этой шляпе участники обсуждают сам мыслительный процесс. Как правило, координатор находится в Синей шляпе в течение всего обсуждения, а другие участники надевают её время от времени, чтобы скоординировать совместную работу. Эта шляпа используется в начале и конце мыслительной сессии для постановки целей, определения стратегии обсуждения, оценки положения группы и состояния проблемы. Координатор, постоянно находящийся в Синей шляпе, помогает группе оставаться сфокусированной на задаче и улучшить шансы на достижение своих целей. В функции шляпы входит также организация мышления: что уже сделано к данному моменту? Что можно сделать дальше? Что является предметом? Какова цель?
Примеры:
- Для начала мы будем придерживаться такого хода обсуждения — все согласны?
- Предлагаю остановиться сейчас: вы переходите к дискуссии. Давайте примерим Чёрную шляпу и сначала определим все слабые места.
- Я думаю, что нам необходимо пересмотреть наши задачи, я не уверен, что они верны в свете уже проделанной нами работы.

2. Информация и факты — Белая шляпа: какая информация доступна? Каковы факты? Надевая Белую шляпу, участники определяют известные факты и идентифицируют информацию, которой не хватает. Во многих сессиях это происходит сразу после начальной Синей шляпы и представляет собой этап, на котором собираются детали о предмете обсуждения и относящихся к нему вопросах.
Примеры:
- Нашим данным о продажах два года.
- Законодательство в сфере энергоэффективности скорее всего повлияет на наши возможности вести бизнес в следующие пять лет.
- В Европе растёт число людей пожилого возраста.

3. Эмоции и Чувства — Красная шляпа: высказывания участников, основанные на интуитивных реакциях или эмоциональных переживаниях. Во многих случаях это путь взращивания идей, предполагающий включение всех участников в процесс идентификации 2-3 лучших вариантов из списка сформулированных в другой шляпе мыслей. Данный этап организуется для того, чтобы сократить перечень большого числа вариантов до нескольких. Красная шляпа надевается на менее продолжительный период, чем другие, поскольку она предполагает сосредоточение на эмоциональном восприятии участников, что может быть существенно для обсуждения. Помимо этого, Красная шляпа применяется для эстетической оценки дизайна конкретного объекта или конструкции.
Примеры:
- Меня не привлекает эта роль в компании.
- Я бы хотел сделать это, но я не до конца уверен.
- Я разочарован в том, что мы позволили ситуации зайти так далеко!

4. Критическое суждение — Чёрная шляпа: участниками выявляются возможные препятствия, риски, опасности. Предполагается критическое мышление, направленное на поиск проблем и несовпадений. Такой режим мышления, как правило, привычен и естественен для людей, поэтому участники могут использовать его в те моменты, когда он не требуется и тем самым останавливать поток мысли других участников. Предотвращение несвоевременного использования Чёрной шляпы — важный шаг на пути к эффективному групповому мышлению. Ещё одна дополнительная трудность состоит в том, что некоторые участники начинают сразу искать решение выявляемым проблемам, то есть думать в режиме Зелёной шляпы вместо Чёрной до того, как произойдет плановая смена.
Примеры:
- А что если нам не удастся вместе организовать капитал, чтобы поддержать инвестиции?
- Существует риск того, что новое законодательство сделает этот рынок непривлекательным.
- К этому подходу будет слишком много политической оппозиции.

5. Оптимистичность — Жёлтая шляпа: участники выявляют преимущества, связанные с рассматриваемым вопросом. Этот режим мышления противоположен Чёрной шляпе и направлен на поиск аргументов в пользу чего-либо. Результатом могут быть утверждения о преимуществах, которые могут быть созданы, позитивные ожидания, определение поддержки и т. п.
Примеры:
- Это снизило бы воздействие нашей деятельности на окружающую среду.
- Такой подход позволит сделать наши операции более эффективными.
- Мы могли бы использовать существующие каналы сбыта для этого продукта.

6. Креативность — Зелёная шляпа: поиск необычных, творческих идей и провокационных решений, исследование, полёт мысли. Часто эффективна после Чёрной шляпы для поиска путей преодоления трудностей. Использование Зелёной шляпы может принимать различные формы, поскольку предполагает задействование всего творческого потенциала.
Примеры:
- Можем ли мы достичь этого результата, используя технологию Х вместо Y?
- Как представитель профессии Х мог бы посмотреть на это?
- А что, если бы мы предлагали это бесплатно?

Цветные шляпы служат образным представлением для каждого направления мышления. Переключение с одного мыслительного режима на другой сопровождается буквальным или условным надеванием шляпы определённого цвета, что способствует более полной фиксации направлений мышления. Шесть шляп соответствуют возможным проблемам и решениям, с которыми может столкнуться мыслитель в процессе решения задачи.

## Стратегии и программы
На основании выделения шести режимов мышления возможно создание различных программ. Они представляют собой варианты последовательности шляп, которые полностью охватывают и структурируют мыслительный процесс решения отдельной задачи. Ряд таких последовательностей включён в материалы, предоставляющиеся для поддержки франчайзингового обучения по методу Шести шляп; тем не менее, нередко их необходимо адаптировать в соответствии с конкретной индивидуальной целью. Кроме того, программы часто «внезапные» (или «непредсказуемые»), то есть группа может спланировать очерёдность первых нескольких шляп, а координатор в ходе работы определяет каким путём следовать дальше.
Последовательности всегда начинаются и заканчиваются Синей шляпой; группа договаривается, как будет происходить мыслительный процесс, затем как будут оцениваться его результаты, и что они должны будут делать на следующем этапе. Последовательности (то есть Шляпы) могут использоваться как при индивидуальной мыслительной работе, так и при групповой.
Примеры программ
Разработка первоначальных идей — Синяя, Белая, Зелёная, Синяя.
Выбор из альтернатив — Синяя, Белая, (Зелёная), Жёлтая, Чёрная, Красная, Синяя.
Определение решения — Синяя, Белая, Чёрная, Зелёная, Синяя.
Быстрая обратная связь — Синяя, Чёрная, Зелёная, Синяя.
Стратегическое планирование — Синяя, Жёлтая, Чёрная, Белая, Синяя, Зелёная, Синяя.
Усовершенствование процесса — Синяя, Белая, Белая (мнения других участников), Жёлтая, Чёрная, Зелёная, Красная, Синяя.
Решение проблем — Синяя, Белая, Зелёная, Красная, Жёлтая, Чёрная, Зелёная, Синяя.
Обзор результатов — Синяя, Красная, Белая, Жёлтая, Чёрная, Зелёная, Красная, Синяя.

## Применение
Исследователи австралийской марки Speedo успешно применяли метод Шести Шляп для решения проблемы с выступающими частями плавательных костюмов, которые снижали скорость пловцов. «Они испробовали метод мозгового штурма „Шесть шляп мышления“: зелёную шляпу для поиска творческих способов решения задачи, чёрную — для оценки целесообразности найденных идей».
В 2005 году метод нашёл применение в секторе инноваций в Великобритании, где предлагался в практике компаний, работающих фасилитационными инструментами.
В целом, метод «Шести шляп мышления» может быть применён в любой области, связанной с интеллектуальным трудом. По мнению авторов книги «Теория и практика командообразования», данный подход может быть интересен руководителям высшего и среднего звена, маркетологам и сотрудникам креативных агентств, занимающимся созданием рекламы, разработкой и продвижением брендов.